# Àngels Gonyalons
Àngels Gonyalons   (Barcelona, 12 de novembre de 1963) és una actriu, cantant, ballarina i presentadora catalana. Coneguda sobretot pels seus papers en musicals, ha treballat també d'actriu en altres gèneres teatrals, així com a la televisió i com a actriu de doblatge. Des de 1994 fins aquest 2024, ha estat la fundadora i codirectora de l'escola de teatre musical Memory, al costat de la seva germana Meritxell Gonyalons.
Gonyalons ha treballat en produccions en llengua castellana, però sobretot destaca per les seves feines en llengua catalana. El seu paper més recordat és probablement el de Blanca al musical de Dagoll Dagom Mar i cel de 1988.

## Carrera professional

### Teatre
Gonyalons va iniciar la seva carrera teatral l'any 1981 a les companyies de teatre infantil de Carles Lloret i Joan Guash. L'any 1984 entrà a la companyia de Paco Morán i hi va treballar durant dos anys (amb l'obra Media naranja - medio limón obtingué el premi Joanot de Teatre de 1985). L'any 1985 treballà amb la Companyia Montserrat Salvador amb una representació de Fedra, de Racine, obra que va representar al Teatre de l'Escorial de Madrid. L'any següent s'integrà a l'orquestra Santsfaina com a cantant i aquell mateix 1986 estrenà al Teatre Regina de Barcelona Torna-la a tocar, Sam.
Més endavant, Gonyalons va interpretar altres papers de teatre musical com ara el d'Audrey de la versió catalana de La botiga dels horrors (1987) i el de Blanca a l'adaptació musical de Mar i cel (1988), interpretació per la qual va guanyar el premi de l'Associació d'Actors i Directors de Catalunya a la millor actriu protagonista de l'any. Amb el musical Estan tocant la nostra cançó (1990), que més tard interpretà també a Madrid, guanyà el premi Margarita Xirgu.
Ja a la dècada dels noranta, Gonyalons va crear el recopilatori de musicals Memory (1991) i va interpretar a un recopilatori de cançons de Stephen Sondheim anomenat Tots dos, amb Carles Sabater (1993), així com a Germans de sang (1994), Melodías de Broadway (1994), Blues en la nit (1995) i Àngels (1998).
Mentrestant, l'any 1994, creà juntament amb Ricard Reguant, l'escola de teatre musical Memory, la primera escola de teatre musical a Espanya.
A continuació, cap a 1999, s'establí a Madrid, on representà les obres Chicago, en què feia el paper de Velma Kelly (1999), Paraules encadenades de Jordi Galceran, amb Carlos Sobera i sota la direcció per Tamzin Townsend (2000), i l'adaptació musical de la pel·lícula When Harry Met Sally..., amb Josema Yuste (2002).
L'any 2003 tornà a Barcelona per instal·lar-s'hi amb l'obra Acosta't, de Patrick Marber, juntament amb Ramon Madaula, Àlex Casanovas i Anna Ycobalzeta, i el 2005 hi estrenà el musical de Jordi Galceran i Albert Guinovart Paradís.
Gonyalons va tornar el 2023 a la companyia de Dagoll Dagom amb l'espectacle musical L'alegria que passa, inspirat en l'obra de Santiago Rusiñol.

### Televisió i cinema
A la televisió ha actuat a les sèries Crònica Negra, Quart Segona, I ara què, Xènia?, Sota el signe de... peixos i El cor de la ciutat a TV3, a Condenadas a entenderse i Un chupete para ella a Antena 3, i a El comisario a Tele 5. També hi ha presentat els concursos Betes i films de TV3 i Y tú, ¿bailas? de Tele 5. Així com escasses incursions en el món de cinema, sent Orgasmo caliente (1981), Bom Bom -Premi Sant Jordi de Cinematografia- (1990), Un plaer indescriptible (1992) , Xtrems (2009) i Wolfgang (2025)
Gonyalons ha treballat en nombroses produccions audiovisuals com a actriu doblatge, tant en català com en castellà. Per exemple, va participar en el doblatge la sèrie infantil Els Picapedra.

## Obres

### Teatre[13]
| Any        | Nom de l'obra                 | Autor                                                            | Director/a o Companyia                          | Llengua  | Paper                                             | Premis                                                                                          |
| ---------- | ----------------------------- | ---------------------------------------------------------------- | ----------------------------------------------- | -------- | ------------------------------------------------- | ----------------------------------------------------------------------------------------------- |
| 1983-1984  | La Sra. Presidenta            | Jean-Jacques Bricaire Maurice Lasaygues                          | Cia. Paco Morán                                 | Castellà |                                                   |                                                                                                 |
| 1983-1984  | Hotel Plaza, suite 719        | Neil Simon                                                       | Cia. Paco Morán                                 | Castellà |                                                   |                                                                                                 |
| 1984-1985  | Los tres inocentes            | Pedro Mario Herrero                                              | Cia. Paco Morán                                 | Castellà |                                                   |                                                                                                 |
| 1984-1985  | Media naranja, medio limón    | Ray Cooney Gene Stone                                            | Cia. Paco Morán                                 | Castellà |                                                   | Premi Joanot                                                                                    |
| 1985       | Fedra                         | Rosa Chacel                                                      | Cia. Montserrat Salvador Dir. Esteve Polls      | Castellà |                                                   |                                                                                                 |
| 1986-1987  | Torna-la a tocar, Sam         | Woody Allen                                                      | Cia. Teatre Curial Dir. Ricard Reguant          | Català   | Mercè                                             |                                                                                                 |
| 1987       | La botiga dels horrors        | Alan Menken Howard Ashman                                        | Dir. Joan Lluís Bozzo i Duran                   | Català   | Audrey                                            |                                                                                                 |
| 1988-1989  | Mar i cel                     | Adaptació de Mar i cel d'Àngel Guimerà                           | Cia. Dagoll Dagom Dir. Joan Lluís Bozzo i Duran | Català   | Blanca                                            | Premi de l'Associació d'Actors i Directors de Catalunya a la millor actriu protagonista de 1988 |
| 1990-1991  | Estan tocant la nostra cançó  | Neil Simon Adaptació de Joan Vives                               | Dir. Ricard Reguant                             | Català   | Sonia Walsk                                       | Premi Margarita Xirgu                                                                           |
| 1991-1993  | Memory Nou Memory             | Ella mateixa                                                     | Dir. Ricard Reguant                             | Català   |                                                   |                                                                                                 |
| 1993-1994  | Tots dos (amb Carles Sabater) | Stephen Sondheim                                                 | Dir. Ricard Reguant                             | Català   |                                                   |                                                                                                 |
| ´1992-1994 | Melodías de Broadway          | Betty Comden Adolph Green                                        |                                                 | Castellà |                                                   |                                                                                                 |
| 1994       | Germans de sang               | Willy Russell                                                    | Dir. Ricard Reguant                             | Català   |                                                   |                                                                                                 |
| 1995       | Blues en la nit               | Sheldon Epps                                                     | Dir. Ricard Reguant                             | Català   |                                                   |                                                                                                 |
| 1998       | Àngels                        | ?                                                                | Dir. Ricard Reguant                             | Català   |                                                   |                                                                                                 |
| 1999-2000  | Chicago                       | Fred Ebb John Kander                                             | Dir. Ricard Reguant                             | Castellà |                                                   | Proposada al premi Fotogramas de Plata                                                          |
| 2001       | Paraules encadenadas          | Jordi Galceran                                                   | Dir. Tamzin Townsend                            | Castellà |                                                   |                                                                                                 |
| 2002       | When Harry Met Sally...       | Adaptació de la pel·lícula de 1989                               | Dir. Ricard Reguant                             | Castellà |                                                   |                                                                                                 |
| 2003       | Acosta't                      | Patrick Marber                                                   | Dir. Tamzin Townsend                            | Català   | Anna                                              |                                                                                                 |
| 2005       | Paradís                       | Carles Soldevila                                                 | Dir. Josep M. Mestres                           | Català   |                                                   |                                                                                                 |
| 2009       | La infanticida i germana Pau  | Víctor Català (Caterina Albert)                                  | Dir. Josep M. Mestres                           | Català   | Germana Pau                                       |                                                                                                 |
| 2010       | Un marit ideal                | Oscar Wilde                                                      | Dir. Josep M. Mestres                           | Català   | Lady Chevely                                      |                                                                                                 |
| 2014       | Sister Act                    | Alan Menken Glenn Slater Adaptació al castellà de Xavier Cassadó | Arnau Vilá                                      | Castellà | Madre superiora                                   |                                                                                                 |
| 2018       | El llibertí                   | Eric-Emmanuel Schmitt                                            | Dir. Joan Lluís Bozzo                           | Català   |                                                   |                                                                                                 |
| 2019       | La dona del 600               | Pere Riera                                                       | Dir. Pere Riera                                 | Català   |                                                   |                                                                                                 |
| 2022       | Una teràpia integral          | Cristina Clemente i Marc Angelet                                 | Marc Angelet i Cristina Clemente                | Català   |                                                   |                                                                                                 |
| 2023       | L'alegria que passa'          | Santiago Rusiñol                                                 | Cia. Dagoll Dagom Dir. Marc Rosich              | Català   | Alcalde del poble / Cap de la companyia de teatre |                                                                                                 |
| 2023       | The Party                     | Sally Potter                                                     | Sergi Belbel                                    | Català   |                                                   |                                                                                                 |
| 2024       | Llegat                        | Daniel J. Meyer                                                  | Montse Rodriguez Clusella                       | Català   | Clara                                             |                                                                                                 |
| 2025       | Dones de ràdio                | Cristina Clemente                                                | Sergi Belbel                                    | Català   | Rosa Locutora de nràdio                           |                                                                                                 |

### Televisió
| Any       | Nom del programa                            | Informació                    | Paper                                | Llengua  |
| --------- | ------------------------------------------- | ----------------------------- | ------------------------------------ | -------- |
| 1988      | Crònica Negra                               | Sèrie de TV3                  |                                      | Català   |
| 1990      | Betes i films                               | Programa de TV3               | Presentadora                         | Català   |
| 1991      | Quart Segona                                | Sèrie de TV3                  |                                      | Català   |
| 1993      | I ara què, Xènia?                           | Sèrie de TV3                  |                                      | Català   |
| 1998      | Y tú... ¿bailas?                            | Programa de ball de Telecinco | Presentadora                         | Castellà |
| 1999      | Condenadas a entenderse (amb Anabel Alonso) | Sèrie d'Antena 3              |                                      | Castellà |
| 1999-2012 | El comisario                                | Sèrie policial de Telecinco   | Raquel Salcedo (secundària habitual) | Castellà |
| 2000-2002 | Un chupete para ella                        | Sèrie d'Antena 3              | María                                | Castellà |
| 2006      | El cor de la ciutat                         | Telenovel·la de TV3           | Rita Martorell Llopart               | Català   |
| 2009      | Bevilacqua: La reina sin espejo             | Minisèrie de TVE              |                                      | Castellà |